# Palácio do Conde Barão de Linhó

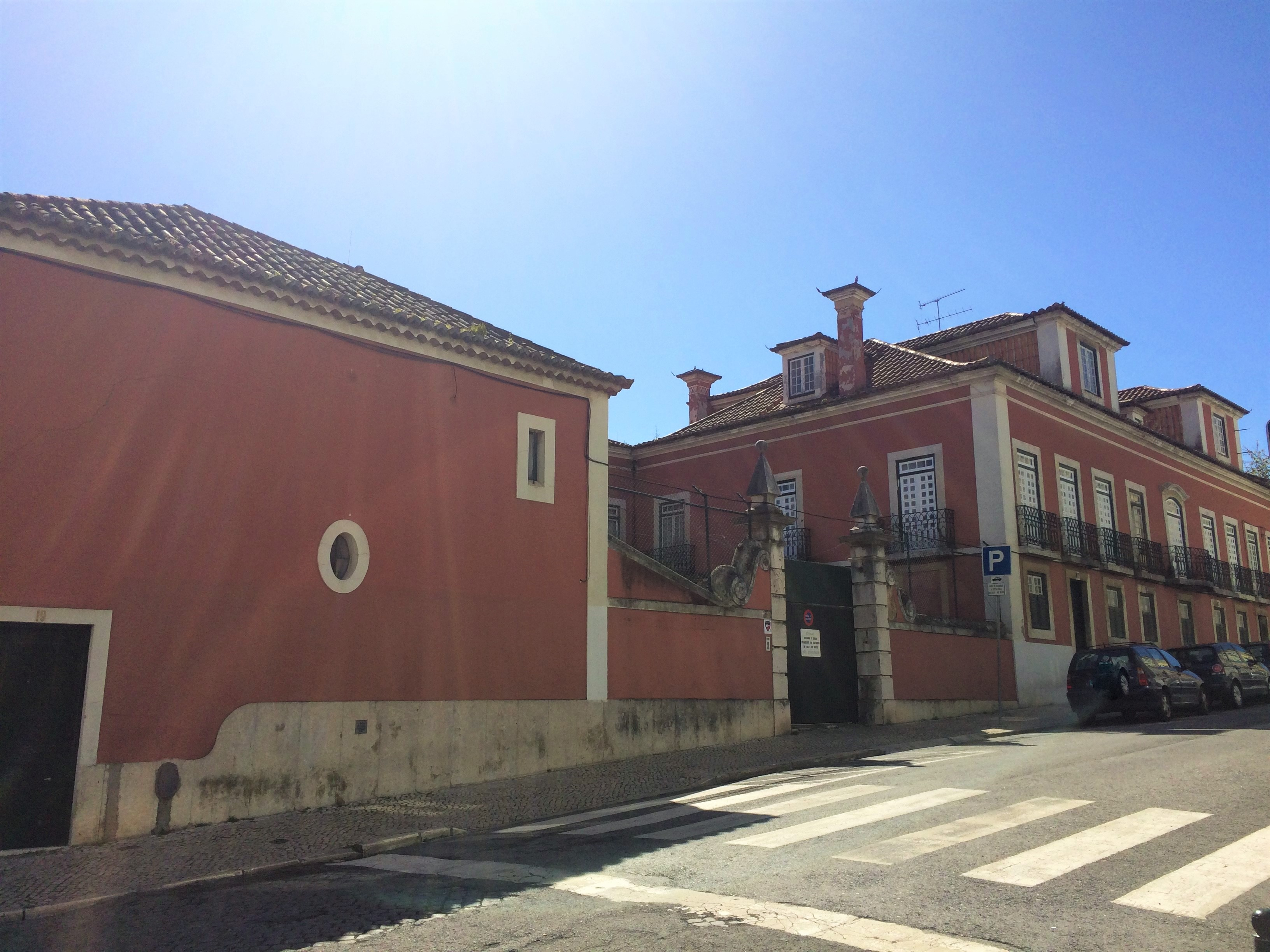
Palácio do Barão do Linhó, Campo de Ourique, Lisboa

O Palácio do Barão do Linhó, é um palácio setecentista urbano pombalino e romântico, isolado por pátio e jardim murado, situado na antiga freguesia de Santa Isabel, atual freguesia de Campo de Ourique, concelho de Lisboa, na proximidade da Igreja de Santa Isabel e do palacete do Visconde Ferreira de Lima.
Foi a residência de António Borges Coutinho de Medeiros de Sousa Dias da Câmara, 1.º Barão do Linhó, mantendo-se na família do 1.º Barão até aos dias de hoje.
Com propriedade composta por vários corpos dispostos ao longo do seu limite exterior, (garagem e edifícios anexos de habitação, com alçados exteriores curvos, acompanhando o eixo viário que delimita a propriedade) destes, destaca-se o edifício principal, de planta composta em U aberto, com volumetria escalonada, sendo a cobertura efectuada por telhados a 2, 3 e 4 águas. Com superfície murária em reboco pintado com soco e cunhais de cantaria, o palácio, de 3 pisos (um deles ao nível da cobertura), exibe alçado principal a NO., voltado para o eixo viário. Marcado pela abertura de vãos com emolduramento simples de cantaria, a ritmo regular, neste regista-se piso térreo rasgado por janelas (de peito rectangulares) e portas de verga recta encimadas, ao nível do andar nobre, por janelas de sacada com bandeira, de verga recta e servidas varandins individuais com base em cantaria e guarda metálica em ferro forjado e fundido - destas demarca-se a janela axial, de verga curva destacada servida por varanda de perfil contracurvado. O alçado é superiormente rematado por cornija, acima da qual se observam janelas trapeiras de verga recta correspondentes ao piso localizado ao nível da cobertura. Acede-se à propriedade por meio de portão a NE. - lateralmente guarnecido por pilastras de cantaria em silharia fendida superiormente rematadas por pináculos e articuladas com muro delimitado por aletas - e ao interior deste edifício através de porta principal localizada no alçado lateral NE., sobrepujada por alpendre com cobertura em telhado suportada por mísulas em voluta e orientada para pátio de entrada. É também neste alçado que se reconhece a presença de pedra de armas da família.
A pedra brasão de armas tem a seguinte leitura heráldica: escudo esquartelado, ao 1º de Sequeiras (5 vieiras), ao 2º e 3º Pegado(quatro bandas) e ao 4º Freires. Sobre o escudo assenta um elmo de perfil com uma águia bicéfala por timbre.
Nos anos 20 do século XX, esta casa nobre ganhou misteriosa reputação e deu origem a folhetins, falava-se então de "espíritos à solta", razão pela qual passou a ser popularmente designada como "Casa dos Fantasmas".